# Canada op de Olympische Zomerspelen 1992
Canada nam deel aan de Olympische Zomerspelen 1992 in Barcelona, Spanje. Er namen 295 deelnemers deel in 23 olympische sportdisciplines. Er werden achttien medailles gewonnen, waaronder zeven gouden.

## Medailles
| Sport            | Olympiër(s) | Onderdeel              | Medaille |
| ---------------- | --- | ---------------------- | -------- |
| Atletiek         | Mark McKoy | 110m horden (m)        | Goud     |
| Roeien           | Michael Rascher Bruce Robertson John Wallace Robert Marland Terrence Paul Derek Porter Darren Barber Andrew Crosby Michael Forgeron        | acht (m)               |          |
| Roeien           | Kathleen Heddle Marnie McBean | dubbel-twee (v)        |          |
| Roeien           | Kay Worthington Kirsten Barnes Jessica Monroe Brenda Taylor                                                                                | vier-zonder (v)        |          |
| Roeien           | Brenda Taylor Lesley Thompson Kay Worthington Kathleen Heddle Marnie McBean Jessica Monroe Kirsten Barnes Shannon Crawford Megan Delehanty | acht (v)               |          |
| Synchroonzwemmen | Sylvie Fréchette | solo                   |          |
| Zwemmen          | Mark Tewksbury | 100m rugslag (m)       |          |
| Atletiek         | Guillaume LeBlanc | 20km snelwandelen (m)  | Zilver   |
| Boksen           | Mark Leduc | -63,5kg (m)            |          |
| Synchroonzwemmen | Penny Vilagos Vicky Vilagos | duet                   |          |
| Worstelen        | Jeffrey Thue | -130kg vrije stijl (m) |          |
| Atletiek         | Angela Chalmers | 3000m (v)              | Brons    |
| Boksen           | Chris Johnson | -75kg (m)              |          |
| Judo             | Nicolas Gill | -86kg (m)              |          |
| Wielersport      | Curtis Harnett | sprint (m)             |          |
| Roeien           | Silken Laumann | skiff (v)              |          |
| Zeilen           | Eric Jespersen Ross MacDonald | star                   |          |
| Zwemmen          | Mark Tewksbury Stephen Clarke Jonathan Cleveland Marcel Gery Tom Ponting                                                                   | 4x100m wisselslag (m)  |          |

## Deelnemers en resultaten

### Atletiek
| Olympiër                                                               | Onderdeel                | Resultaat | Prestatie |
| ---------------------------------------------------------------------- | ------------------------ | --------- | --- |
| Ben Johnson                                                            | 100m (m)                 | 15e       | serie 6: 2de in 10,55 kwartfinale 4: 4de in 10,30 halve finale 1: 8ste in 10,70 |
| Atlee Mahorn                                                           | 100m (m)                 | 32e       | serie 4: 3de in 10,64 kwartfinale 1: 8ste in 10,77 |
| Bruny Surin                                                            | 100m (m)                 | 4e        | serie 9: 2de in 10,37 kwartfinale 2: 2de in 10,24 halve finale 2: 2de in 10,21 finale: 4de in 10,09 |
| Atlee Mahorn                                                           | 200m (m)                 | 20e       | serie 3: 2de in 21,01 kwartfinale 1: 4de in 20,78 |
| Peter Ogilvie                                                          | 200m (m)                 | 19e       | serie 10: 3de in 21,11 kwartfinale 3: 5de in 20,77 |
| Anthony Wilson                                                         | 200m (m)                 | 31e       | serie 11: 4de in 21,21 kwartfinale 5: 7de in 21,22 |
| Michael McLean                                                         | 400m (m)                 | 51e       | serie 8: 6de in 47,75 |
| Freddie Williams                                                       | 800m (m)                 | 26e       | serie 2: 3de in 1.48,20 |
| Graham Hood                                                            | 1500m (m)                | 9e        | serie 3: 2de in 3.44,44 halve finale 2: 6de in 3.36,12 finale: 9de in 3.42,55 |
| Brendan Matthias                                                       | 5000m (m)                | 36e       | serie 1: 10de in 14.01,57 |
| Paul Williams                                                          | 10000m (m)               | 30e       | serie 1: 17de in 29.01,67 |
| Mark McKoy                                                             | 110m horden (m)          | Goud      | serie 4: 1ste in 13,26 kwartfinale 1: 1ste in 13,27 halve finale 2: 1ste in 13,12 finale: 1ste in 13,12 |
| Mark Jackson                                                           | 400m horden (m)          | 19e       | serie 3: 4de in 49,18 |
| Graeme Fell                                                            | 400m horden (m)          | 28e       | serie 1: 9de in 8.50,87 |
| Ben Johnson Glenroy Gilbert Peter Ogilvie Bruny Surin                  | 4x100m (m)               | DNF       | serie 3: 1ste in 39,34 halve finale 2: niet gefinisht |
| Mark Jackson Anthony Wilson Mark Graham Frederick Williams             | 4x400m (m)               | 13e       | serie 1: 5de in 3.04,69 |
| Peter Maher                                                            | marathon (m)             | DNF       | niet gefinisht |
| Tim Berrett                                                            | 20km snelwandelen (m)    | 14e       | 1:28.25 |
| Guillaume LeBlanc                                                      | 20km snelwandelen (m)    | Zilver    | 1:22.25 |
| Tim Berrett                                                            | 50km snelwandelen (m)    | DSQ       | gediskwalificeerd |
| Guillaume LeBlanc                                                      | 50km snelwandelen (m)    | DSQ       | gediskwalificeerd |
| Edrick Floreal                                                         | verspringen (m)          | 28e       | kwalificatie groep B: 16de met 7,62m |
| Ian James                                                              | verspringen (m)          | 20e       | kwalificatie groep A: 10de met 7,74m |
| Edrick Floreal                                                         | hink-stap-springen (m)   | DNF       | kwalificatie groep A: geen geldige sprong |
| Alex Zaliauskas                                                        | hoogspringen (m)         | 27e       | kwalificatie groep B: 14de met 2,15m |
| Doug Wood                                                              | polsstokhoogspringen (m) | 24e       | kwalificatie groep A: 12de met 5,20m |
| Peter Dajia                                                            | kogelstoten (m)          | 25e       | kwalificatie groep B: 14de met 16,81m |
| Ray Lazdins                                                            | discuswerpen (m)         | 21e       | kwalificatie groep B: 10de met 58,26m |
| Stephen Feraday                                                        | speerwerpen (m)          | 29e       | kwalificatie groep A: 15de met 70,94m |
| Mike Smith                                                             | tienkamp (m)             | DNF       | 100m: 10de in 11,02 verspringen: 31ste met 6,83m (774 punten) kogelstoten: 10de met 15,03m (792 punten) hoogspringen: 12de met 2,00m (803 punten) 400m: 22ste in 50,04 (813 punten) 110m horden: niet gestart                                                                                            |
|                                                                        |                          |           | |
| Karen Clarke                                                           | 100m (v)                 | 36e       | serie 2: 5de in 11,79 |
| Karen Clarke                                                           | 200m (v)                 | 28e       | serie 6: 4de in 23,57 kwartfinale 3: 7de in 23,80 |
| Jillian Richardson                                                     | 400m (v)                 | 5e        | serie 4: 1ste in 51,99 kwartfinale 2: 1ste in 50,95 halve finale 2: 1ste in 50,02 finale: 5de in 49,93 |
| Charmaine Crooks                                                       | 800m (v)                 | 10e       | serie 4: 3de in 1.59,52 halve finale 1: 6de in 1.58,55 |
| Debbie Bowker                                                          | 1500m (v)                | 22e       | serie 2: 6de in 4.11,27 halve finale 2: 13de in 4.12,50 |
| Angela Chalmers                                                        | 1500m (v)                | 14e       | serie 3: 6de in 4.07,75 halve finale 1: 6de in 4.04,87 |
| Paula Schnurr                                                          | 1500m (v)                | 13e       | serie 1: 3de in 4.09,99 halve finale 2: 8ste in 4.04,80 |
| Angela Chalmers                                                        | 3000m (v)                | Brons     | serie 2: 3de in 8.42,85 finale: 3de in 8.47,22 |
| Robyn Meagher                                                          | 3000m (v)                | 15e       | serie 1: 5de in 8.49,72 |
| Leah Pells                                                             | 3000m (v)                | 27e       | serie 3: 9de in 9.13,19 |
| Lisa Harvey                                                            | 10000m (v)               | 34e       | serie 2: 18de in 33.55,93 |
| Carole Rouillard                                                       | 10000m (v)               | 21e       | serie 1: 11de in 32.52,83 |
| Katie Anderson                                                         | 100m horden (v)          | 17e       | serie 3: 6de in 13,33 kwartfinale 1: 7de in 13,31 |
| Donalda Duprey                                                         | 400m horden (v)          | 15e       | serie 3: 6de in 56,37 halve finale 1: 8ste in 56,30 |
| Rosey Edeh                                                             | 400m horden (v)          | 13e       | serie 1: 4de in 55,66 halve finale 2: 7de in 55,76 |
| Rosey Edeh Charmaine Crooks Camille-Anise Noel Jill Richardson-Briscoe | 4x400m (v)               | 13e       | serie 1: 4de in 3.26,09 finale: 4de in 3.25,20 |
| Lizanne Bussieres                                                      | marathon (v)             | DNF       | niet gefinisht |
| Odette Lapierre                                                        | marathon (v)             | 19e       | 2:46.18 |
| Pascale Grand                                                          | 10km snelwandelen (v)    | 29e       | 49.14 |
| Janice McCaffrey                                                       | 10km snelwandelen (v)    | 25e       | 48.05 |
| Tina Poitras                                                           | 10km snelwandelen (v)    | 21e       | 46.50 |
| Georgette Reed                                                         | kogelstoten (v)          | 16e       | kwalificatie groep A: 9de met 15,33m |
| Catherine Bond-Mills                                                   | zevenkamp (v)            | 21e       | 100m horden: 25ste in 14,31 (935 punten) hoogspringen: 15de met 1,76m (928 punten) kogelstoten: 21ste met 12,96m (725 punten) 200m: 17de in 25,01 (886 punten) verspringen: 18de met 6,01m (853 punten) speerwerpen: 18de met 43,30m (731 punten) 800m: 19de in 2.18,84 (839 punten) totaal: 5897 punten |

### Badminton
| Olympiër                    | Onderdeel      | Resultaat | Prestatie |
| --------------------------- | -------------- | --------- | --- |
| Bryan Blanshard             | enkelspel (m)  | 17e       | 1ste ronde: W van USA Lee: 15-3, 15-1 2de ronde: V van DEN Stuer-Lauridsen: 7-15, 4-15                                                   |
| David Humble                | enkelspel (m)  | 33e       | 1ste ronde: V van GBR Hall: 6-15, 4-15                                                                                                   |
| Anil Kaul                   | enkelspel (m)  | 17e       | 1ste ronde: W van ROU Balaban: 15-7, 15-4 2de ronde: V van CHN Wu: 7-15, 2-15                                                            |
| Mike Bitten Bryan Blanshard | dubbelspel (m) | 17e       | 1ste ronde: V van CHN Cheng H/Chen K: 6-15, 12-15                                                                                        |
| David Humble Anil Kaul      | dubbelspel (m) | 9e        | 1ste ronde: W van AUT Fuchs/Koch: 15-11, 15-11 2de ronde: V van DEN Paulsen/Svarrer: 5-15, 4-15                                          |
|                             |                |           | |
| Denyse Julien               | enkelspel (v)  | 9e        | 1ste ronde: W van USA von Heiland: 11-2, 11-0 2de ronde: W van NED van der Knaap: 9-12, 11-3, 11-9 3de ronde: V van CHN Tang: 9-12, 0-11 |
| Doris Piche                 | enkelspel (v)  | 9e        | 1ste ronde: W van TCH Lacinova: 11-0, 11-2 2de ronde: W van GER Schmidt: 11-5, 11-8 3de ronde: V van KOR Lee: 8-11, 2-11                 |
| Denyse Julien oris Piche    | dubbelspel (v) | 17e       | 1ste ronde: V van DEN Stuer-Lauridsen/Thomsen: 7-15, 7-15                                                                                |

### Boksen
| Olympiër           | Onderdeel   | Resultaat | Prestatie |
| ------------------ | ----------- | --------- | --- |
| Domenic Figliomeni | -48kg (m)   | 17e       | 1ste ronde: V van JPN Sasaki: 3-5 |
| Marty O'Donnell    | -51kg (m)   | 17e       | 1ste ronde: V van AUS Peden: 2-14 |
| Michael Strange    | -57kg (m)   | 17e       | 1ste ronde: V van THA Kamsing: 9-11 |
| William Irwin      | -60kg (m)   | 9e        | 1ste ronde: W van GBR Clarke: scheidsrechterlijke beslissing 2de ronde: V van PHI Chavez: 1-8                                                                                         |
| Mark Leduc         | -63,5kg (m) | Zilver    | 1ste ronde: W van UGA Wakaabu: 9-2 2de ronde: W van GUY Carew: 5-0 kwartfinale: W van ALG Bouneb: 8-1 halve finale: W van ROU Doroftei: 13-6 finale: V van CUB Vinent: 1-11           |
| Raymond Downey     | -71kg (m)   | 17e       | 1ste ronde: V van INA Simangunsong: 5-12 |
| Chris Johnson      | -75kg (m)   | Brons     | 1ste ronde: vrij 2de ronde: W van ZAI Siluvangi: scheidsrechterlijke beslissing kwartfinale: W van BUL Trendafilov: scheidsrechterlijke beslissing halve finale: V van USA Byrd: 3-17 |
| Robert Brown       | -81kg (m)   | 9e        | 1ste ronde: W van MGL Zul: scheidsrechterlijke beslissing 2de ronde: V van GER May: 1-7                                                                                               |
| Kirk Johnson       | -91kg (m)   | 5e        | 1ste ronde: vrij 2de ronde: W van KEN Akhasamba: scheidsrechterlijke beslissing kwartfinale: V van NGR Izonritei: 5-9                                                                 |
| Tom Glesby         | +91kg (m)   | 9e        | 1ste ronde: vrij 2de ronde: V van CUB Balado: 2-16 |

### Boogschieten
| Olympiër                                           | Onderdeel       | Resultaat | Prestatie |
| -------------------------------------------------- | --------------- | --------- | --- |
| Sylvain Cadieux                                    | individueel (m) | 60e       | plaatsingsronde: 60ste met 1227 punten                                                                          |
| Jeannot Robitaille                                 | individueel (m) | 14e       | plaatsingsronde: 22ste met 1286 punten 1ste ronde: W van IND Ram: 102-100 2de ronde: V van FIN Lipponen: 99-102 |
| Claude Rousseau                                    | individueel (m) | 70e       | plaatsingsronde: 70ste met 1188 punten                                                                          |
| Sylvain Cadieux Jeannot Robitaille Claude Rousseau | team (m)        | 19e       | plaatsingsronde: 19de met 3701 punten                                                                           |

### Gewichtheffen
| Olympiër      | Onderdeel  | Resultaat | Prestatie                                                    |
| ------------- | ---------- | --------- | ------------------------------------------------------------ |
| Yvan Darsigny | -90kg (m)  | 14e       | trekken: 13de met 150kg stoten: 15de met 185kg totaal: 335kg |
| Denis Garon   | -100kg (m) | 11e       | trekken: 18de met 155kg stoten: 5de met 210kg totaal: 365kg  |

### Gymnastiek
| Olympiër                                                                      | Onderdeel                | Resultaat | Prestatie |
| Ritmisch                                                                      | Ritmisch                 | Ritmisch  | Ritmisch |
| ----------------------------------------------------------------------------- | ------------------------ | --------- | --- |
| Susan Cushman                                                                 | individueel (v)          | 29e       | kwalificatie: hoepel: 20ste met 9,150 punten touw: 36ste met 8,850 punten knotsen: 25ste met 8,875 punten bal: 32ste met 8,900 punten totaal: 35,775 punten |
| Madonna Gimotea                                                               | individueel (v)          | 20e       | kwalificatie: hoepel: 16de met 9,250 punten touw: 12de met 9,325 punten knotsen: 38ste met 8,550 punten bal: 15de met 9,225 punten totaal: 36,350 punten |
| Turnen                                                                        |                          |           | |
| Curtis Hibbert                                                                | meerkamp individueel (m) | 36e       | kwalificatie: 46ste vloer: 70ste met 18,675 punten sprong: 19de met 19,100 punten brug: 36ste met 19,025 punten rekstok: 23ste met 19,225 punten ringen: 72ste met 18,650 punten paard met bogen: 57ste met 18,750 punten totaal: 113,425 punten finale: vloer: 36ste met 8,200 punten sprong: 32ste met 9,300 punten brug: 36ste met 9,025 punten rekstok: 36ste met 9,050 punten ringen: 25ste met 9,500 punten paard met bogen: 32ste met 9,050 punten totaal: 54,125 punten |
| Mike Inglis                                                                   | meerkamp individueel (m) | 86e       | kwalificatie: vloer: 87ste met 18,100 punten sprong: 78ste met 18,575 punten brug: 86ste met 18,075 punten rekstok: 85ste met 18,175 punten ringen: 89ste met 17,575 punten paard met bogen: 88ste met 17,400 punten totaal: 107,900 punten |
| Alan Nolet                                                                    | meerkamp individueel (m) | 78e       | kwalificatie: vloer: 67ste met 18,725 punten sprong: 74ste met 18,600 punten brug: 87ste met 18,050 punten rekstok: 67ste met 18,650 punten ringen: 75ste met 18,625 punten paard met bogen: 72ste met 18,525 punten totaal: 111,175 punten |
|                                                                               |                          |           | |
| Mylene Fleury                                                                 | meerkamp individueel (m) | 77e       | kwalificatie: vloer: 61ste met 19,162 punten sprong: 86ste met 19,037 punten brug: 63ste met 19,212 punten balk: 82ste met 18,412 punten totaal: 75,823 punten |
| Janet Morin                                                                   | meerkamp individueel (m) | 92e       | kwalificatie: vloer: 91ste met 9,687 punten sprong: 91ste met 9,750 punten brug: 92ste met 9,700 punten balk: 91ste met 9,650 punten totaal: 38,787 punten |
| Janine Rankin                                                                 | meerkamp individueel (m) | 70e       | kwalificatie: vloer: 60ste met 19,174 punten sprong: 37ste met 19,550 punten brug: 82ste met 18,724 punten balk: 70ste met 18,787 punten totaal: 76,235 punten |
| Lori Strong                                                                   | meerkamp individueel (m) | 53e       | kwalificatie: vloer: 56ste met 19,224 punten sprong: 63ste met 19,424 punten brug: 70ste met 19,024 punten balk: 39ste met 19,300 punten totaal: 76,972 punten |
| Stella Umeh                                                                   | meerkamp individueel (m) | 16e       | kwalificatie: 25ste vloer: 24ste met 19,587 punten sprong: 19de met 19,712 punten brug: 32ste met 19,625 punten balk: 27ste met 19,437 punten totaal: 78,361 punten finale: vloer: 13de met 9,850 punten sprong: 23ste met 9,700 punten brug: 11de met 9,850 punten balk: 19de met 9,812 punten totaal: 39,212 punten |
| Jennifer Wood                                                                 | meerkamp individueel (m) | 78e       | kwalificatie: vloer: 59ste met 19,187 punten sprong: 74ste met 19,337 punten brug: 58ste met 19,249 punten balk: 89ste met 17,937 punten totaal: 75,710 punten |
| Mylene Fleury Janet Morin Janine Rankin Lori Strong Stella Umeh Jennifer Wood | meerkamp team (m)        | 10e       | vloer: 9de met 96,534 punten sprong: 9de met 97,310 punten brug: 10de met 96,572 punten balk: 10de met 95,036 punten totaal: 385,452 punten |

### Hockey
| Olympiër | Onderdeel | Resultaat | Prestatie |
| --- | --------- | --------- | --- |
| Bernadette Bowyer Joel Brough Mary Conn Deb Covey Sharon Creelman Tara Croxford Sherri Field Milena Gaiga Heather Jones Laurelee Kopeck Sandra Levy Rochelle Low Sue Reid Candy Thomson Deb Whitten | vrouwen   | 7e        | groep A: 4de V van Australië: 0-2 V van Spanje: 1-2 V van Duitsland: 0-4 5-8ste plek: V van Nederland: 0-2 7-8ste plek: W van Nieuw-Zeeland: 2-0 |

| Groep A |           |             |             |             |             |            |            |            |        |
| #       | Land      | Wedstrijden | Wedstrijden | Wedstrijden | Wedstrijden | Doelpunten | Doelpunten | Doelpunten | Punten |
| #       | Land      | G           | W           | G           | V           | V          | T          | Saldo      | Punten |
| 1       | Duitsland | 3           | 2           | 1           | 0           | 7          | 2          | +5         | 5      |
| 2       | Spanje    | 3           | 2           | 1           | 0           | 5          | 3          | +2         | 5      |
| 3       | Australië | 3           | 1           | 0           | 2           | 2          | 2          | 0          | 2      |
| 4       | Canada    | 3           | 0           | 0           | 3           | 1          | 8          | -7         | 0      |

| Ronde       | Datum     | Plaats        | Land | Score     | Land |
| ----------- | --------- | ------------- | ---- | --------- | ---- |
| Groepsfase  |           |               |      |           |      |
| 27 juli     | Barcelona | Australië     | 2-0  | Canada    |      |
| 29 juli     | Barcelona | Spanje        | 2-1  | Canada    |      |
| 2 augustus  | Barcelona | Canada        | 0-4  | Duitsland |      |
| 5-8ste plek |           |               |      |           |      |
| 4 augustus  | Barcelona | Nederland     | 2-0  | Canada    |      |
| 5-6de plek  |           |               |      |           |      |
| 6 augustus  | Barcelona | Nieuw-Zeeland | 0-2  | Canada    |      |

### Judo
| Olympiër            | Onderdeel | Resultaat | Prestatie |
| ------------------- | --------- | --------- | --------- |
| Ewan Beaton         | -60kg (m) | 9e        |           |
| Jean Pierre Cantin  | -65kg (m) | 9e        |           |
| Roman Hatashita     | -71kg (m) | 13e       |           |
| Nicolas Gill        | -86kg (m) | Brons     |           |
| Pat Roberge         | -95kg (m) | 32e       |           |
|                     |           |           |           |
| Brigitte Lastrade   | -48kg (v) | 9e        |           |
| Lyne Poirier        | -52kg (v) | 16e       |           |
| Pascale Mainville   | -56kg (v) | 18e       |           |
| Michelle Buckingham | -61kg (v) | 20e       |           |
| Sandra Greaves      | -66kg (v) | 9e        |           |
| Alison Webb         | -72kg (v) | 9e        |           |
| Jane Patterson      | +72kg (v) | 13e       |           |

### Kanovaren
| Olympiër                                                   | Onderdeel     | Resultaat | Prestatie                                                                           |
| Slalom                                                     | Slalom        | Slalom    | Slalom                                                                              |
| ---------------------------------------------------------- | ------------- | --------- | ----------------------------------------------------------------------------------- |
| Daniel Norman                                              | C-1 (m)       | 30e       | 157,80                                                                              |
| Larry Norman                                               | C-1 (m)       | 19e       | 128,96                                                                              |
| Roy Sharplin                                               | C-1 (m)       | 22e       | 135,71                                                                              |
| David Ford                                                 | K-1 (m)       | 15e       | 112,70                                                                              |
| Patrice Gagnon                                             | K-1 (m)       | 21e       | 116,25                                                                              |
|                                                            |               |           |                                                                                     |
| Sheryl Boyle                                               | K-1 (v)       | 22e       | 156,89                                                                              |
| Margaret Langford                                          | K-1 (v)       | 15e       | 145,36                                                                              |
| Joanne Woods                                               | K-1 (v)       | 8e        | 138,06                                                                              |
| Vlakwater                                                  |               |           |                                                                                     |
| Steve Giles                                                | C-1 500m (m)  | 6e        | serie 3: 1ste in 1.53,50 halve finale 1: 5de in 1.54,94 finale: 6de in 1.55,80      |
| Steve Giles                                                | C-1 1000m (m) | 9e        | serie 2: 1ste in 4.03,34 halve finale 2: 2de in 4.08,05 finale: 9de in 4.17,12      |
| Larry Cain David Frost                                     | C-2 500m (m)  | 9e        | serie 2: 4de in 1.43,12 halve finale 2: 2de in 1.42,35 finale: 9de in 1.45,76       |
| Larry Cain David Frost                                     | C-2 1000m (m) | 7e        | serie 2: 5de in 3.38,84 halve finale 2: 3de in 3.40,86 finale: 7de in 3.46,21       |
| Renn Crichlow                                              | K-1 500m (m)  | 12e       | serie 4: 1ste in 1.41,39 halve finale 2: 5de in 1.43,06                             |
| Renn Crichlow                                              | K-1 1000m (m) | 8e        | serie 2: 2de in 3.39,66 halve finale 1: 5de in 3.38,40 finale: 8ste in 3.43,46      |
| Kenneth Padvaiskas Jason Rusu                              | K-2 500m (m)  | 18e       | serie 4: 3de in 1.34,33 herkansingen: 3de in 1.32,11 halve finale 2: 9de in 1.34,06 |
| Kenneth Padvaiskas Jason Rusu                              | K-2 1000m (m) | 16e       | serie 1: 2de in 3.21,09 halve finale 1: 7de in 3.24,14                              |
|                                                            |               |           |                                                                                     |
| Caroline Brunet                                            | K-1 500m (v)  | 12e       | serie 2: 2de in 1.56,32 halve finale 1: 3de in 1.52,69 finale: 7de in 1.54,82       |
| Alison Herst Klara MacAskill                               | K-2 500m (v)  | 5e        | serie 3: 1ste in 1.43,73 halve finale 1: 2de in 1.42,30 finale: 5de in 1.42,14      |
| Caroline Brunet Alison Herst Klari McAskill Kevyn Stafford | K-4 500m (v)  | 6e        | serie 2: 4de in 1.36,34 halve finale 2: 1ste in 1.37,86 finale: 6de in 1.42,28      |

### Moderne vijfkamp
| Olympiër           | Onderdeel | Resultaat | Prestatie |
| ------------------ | --------- | --------- | --- |
| Laurie Shong       | mannen    | 59e       | schermen: 24ste met 35 overwinningen (813 punten) zwemmen: 17de in 3.20,9 (1268 punten) schietsport: 53ste met 177 punten (925 punten) atletiek: 61ste in 14.44,2 (913 punten) paardensport: 59ste in 2.32,4 (660 punten) totaal: 4579 punten  |
| Ian Blair Soellner | mannen    | 43e       | schermen: 40ste met 32 overwinningen (762 punten) zwemmen: 43ste in 3.29,2 (1200 punten) schietsport: 53ste met 177 punten (925 punten) atletiek: 54ste in 14.19,4 (988 punten) paardensport: 8ste in 1.40,5 (1070 punten) totaal: 4945 punten |

### Paardensport
| Olympiër                                                            | Onderdeel   | Resultaat | Prestatie |
| Dressuur                                                            | Dressuur    | Dressuur  | Dressuur |
| ------------------------------------------------------------------- | ----------- | --------- | --- |
| Christilot Hanson-Boylen                                            | individueel | 12e       | kwalificatie: 12de met 1543 punten finale: 12de met 1347 punten |
| Cindy Neale-Ishoy                                                   | individueel | 34e       | kwalificatie: 34ste met 1466 punten |
| Martina Pracht                                                      | individueel | 48e       | kwalificatie: 48ste met 1313 punten |
| Christilot Hanson-Boylen Cindy Neale-Ishoy Martina Pracht           | team        | 10e       | 4322 punten |
| Eventing                                                            |             |           | |
| Nick Holmes-Smith                                                   | individueel | 53e       | dressuur: 44ste met 65,20 strafpunten cross-country: 60ste met 128,40 strafpunten springconcours: 24ste met 10 strafpunten totaal: 203,60 strafpunten                                   |
| Rachel Hunter                                                       | individueel | 49e       | dressuur: 71ste met 80,20 strafpunten cross-country: 50ste met 101,60 strafpunten springconcours: 42ste met 15 strafpunten totaal: 196,80 strafpunten                                   |
| Robert Stevenson                                                    | individueel | 22e       | dressuur: 26ste met 60,80 strafpunten cross-country: 20ste met 48,40 strafpunten springconcours: 48ste met 20 strafpunten totaal: 129,20 strafpunten                                    |
| Stuart Young-Black                                                  | individueel | DNF       | dressuur: 15de met 54,80 strafpunten cross-country: 33ste met 66,80 strafpunten |
| Nick Holmes-Smith Rachel Hunter Robert Stevenson Stuart Young-Black | team        | 12e       | dressuur: 9de met 180,80 strafpunten cross-country: 11de met 216,80 strafpunten springconcours: 11de met 45 strafpunten totaal: 529,60 strafpunten                                      |
| Springconcours                                                      |             |           | |
| Jennifer Foster                                                     | individueel | 41e       | kwalificatie: 10de 1ste ronde: 13de met 70,50 punten 2de ronde: 37ste met 50,50 punten 3de ronde: 17de met 71 punten totaal: 192 punten finale: 1ste ronde: 41ste met 28,75 strafpunten |
| Jay Hayes                                                           | individueel | 26e       | kwalificatie: 9de 1ste ronde: 29ste met 56 punten 2de ronde: 28ste met 56 punten 3de ronde: 6de met 82 punten totaal: 194 punten finale: 1ste ronde: 26ste met 12 strafpunten           |
| Ian Millar                                                          | individueel | 54e       | kwalificatie: 1ste ronde: 43ste met 42 punten 2de ronde: 8ste met 72,5 punten 3de ronde: niet gefinisht totaal: 114,50 punten                                                           |
| Beth Underhill                                                      | individueel | 81e       | kwalificatie: 1ste ronde: 73ste met 15 punten 2de ronde: 78ste met 0 punten totaal: 114,50 punten                                                                                       |
| Jennifer Foster Jay Hayes Ian Millar Beth Underhill                 | team        | 9e        | 1ste ronde: 10de met 24 strafpunten 2de ronde: 9de met 20,25 strafpunten totaal: 44,25 strafpunten                                                                                      |

### Roeien
| Olympiër | Onderdeel       | Resultaat | Prestatie |
| --- | --------------- | --------- | --- |
| Don Dickison Todd Hallett | dubbel-twee (m) | 7e        | serie 4: 2de in 6.28,64 herkansingen: 1ste in 6.36,52 halve finale 1: 4de in 6.20,99 finale B: 1ste in 6.22,84 |
| Harold Backer Henry Hering | twee-zonder (m) | 9e        | serie 2: 3de in 6.42,84 herkansingen: 2de in 6.47,46 halve finale 2: 4de in 6.37,29 finale B: 3de in 6.37,32   |
| Cedric Burgers Brian Saunderson Greg Stevenson Don Telfer                                                                                  | vier-zonder (m) | 11e       | serie 3: 4de in 6.03,91 herkansingen: 2de in 6.12,71 halve finale 1: 6de in 6.09,20 finale B: 5de in 6.13,01   |
| Michael Rascher Bruce Robertson John Wallace Robert Marland Terrence Paul Derek Porter Darren Barber Andrew Crosby Michael Forgeron        | acht (m)        | Goud      | serie 1: 1ste in 5.32,59 halve finale 1: 2de in 5.35,11 finale: 1ste in 5.29,63                                |
| |                 |           | |
| Silken Laumann | skiff (v)       | Brons     | serie 1: 2de in 7.46,16 halve finale 2: 1ste in 7.30,48 finale: 3de in 7.28,85                                 |
| Kathleen Heddle Marnie McBean | twee-zonder (v) | Goud      | serie 3: 1ste in 7.41,19 halve finale 2: 1ste in 7.18,00 finale: 1ste in 7.06,22                               |
| Kay Worthington Kirsten Barnes Jessica Monroe Brenda Taylor                                                                                | vier-zonder (v) | Goud      | serie 1: 1ste in 6.44,11 finale: 1ste in 6.30,85                                                               |
| Brenda Taylor Lesley Thompson Kay Worthington Kathleen Heddle Marnie McBean Jessica Monroe Kirsten Barnes Shannon Crawford Megan Delehanty | acht (v)        | Goud      | serie 1: 1ste in 6.11,44 finale: 1ste in 6.02,62                                                               |

### Schermen
| Olympiër                                                                                        | Onderdeel       | Resultaat | Prestatie                                                                     |
| ----------------------------------------------------------------------------------------------- | --------------- | --------- | ----------------------------------------------------------------------------- |
| Jean-Marc Chouinard                                                                             | degen (m)       | 22e       | 1ste ronde groep 8: 3de met 3 overwinningen                                   |
| Danek Nowosielski                                                                               | degen (m)       | 18e       | 1ste ronde groep 7: 2de met 4 overwinningen                                   |
| Laurie Shong                                                                                    | degen (m)       | 14e       | 1ste ronde groep 1: 2de met 4 overwinningen                                   |
| Jean-Marc Chouinard Alain Côté Allan Francis Danek Nowosielski Laurie Shong                     | degen team (m)  | 22e       | 1ste ronde groep D: 2de met 3 overwinningen kwartfinale: V van Hongarije: 8-8 |
| Benoît Giasson                                                                                  | floret (m)      | 43e       | 1ste ronde groep 9: 5de met 2 overwinningen                                   |
| Jean-Marie Banos                                                                                | sabel (m)       | 28e       | 1ste ronde groep 2: 3de met 3 overwinningen                                   |
| Jean-Paul Banos                                                                                 | sabel (m)       | 23e       | 1ste ronde groep 3: 5de met 2 overwinningen                                   |
| Tony Plourde                                                                                    | sabel (m)       | 35e       | 1ste ronde groep 7: 6de met 2 overwinningen                                   |
| Jean-Paul Banos Jean-Marie Banos Tony Plourde Evens Gravel Leszek Nowosielski                   | sabel team (m)  | 22e       | 1ste ronde groep 3: 3de met 0 overwinningen                                   |
|                                                                                                 |                 |           |                                                                               |
| Renée Aubin                                                                                     | floret (v)      | 32e       | 1ste ronde groep 7: 6de met 1 overwinning                                     |
| Thalie Tremblay                                                                                 | floret (v)      | 14e       | 1ste ronde groep 1: 3de met 4 overwinningen                                   |
| Thalie Tremblay Renée Aubin Hélène Bourdages Shelley Steiner-Wetterberg Marie-Françoise Hervieu | floret team (v) | 12e       | 1ste ronde groep 3: 3de met 0 overwinningen                                   |

### Schietsport
| Olympiër               | Onderdeel                  | Resultaat | Prestatie                                                                                |
| ---------------------- | -------------------------- | --------- | ---------------------------------------------------------------------------------------- |
| Guy Lorion             | 10m luchtgeweer (m)        | 35e       | kwalificatie: 35ste met 580 punten (97-98-99-94-95-97)                                   |
| Guy Lorion             | 10m luchtgeweer (m)        | 38e       | kwalificatie: 38ste met 578 punten (99-95-97-94-98-95)                                   |
| Michel Dion            | 50m geweer 3 houdingen (m) | 33e       | kwalificatie: 35ste met 1146 punten (393-365-388)                                        |
| Wayne Sorensen         | 50m geweer 3 houdingen (m) | 26e       | kwalificatie: 26ste met 1152 punten (398-366-388)                                        |
| Michael James Ashcroft | 50m geweer liggend (m)     | 15e       | kwalificatie: 15de met 595 punten (99-100-99-99-99-99)                                   |
| Michel Dion            | 50m geweer liggend (m)     | 24e       | kwalificatie: 24ste met 593 punten (99-99-100-99-98-98)                                  |
| Rodney Michael Colwell | 50m pistool (m)            | 37e       | kwalificatie: 37ste met 543 punten (88-90-92-90-93-90)                                   |
| Rodney Michael Colwell | 10m luchtpistool (m)       | 14e       | kwalificatie: 14de met 577 punten (97-96-96-97-94-97)                                    |
|                        |                            |           |                                                                                          |
| Christina Ashcroft     | 10m luchtgeweer (v)        | 31e       | kwalificatie: 31ste met 385 punten (96-96-95-98)                                         |
| Sharon Bowes           | 10m luchtgeweer (v)        | 26e       | kwalificatie: 26ste met 387 punten (97-97-95-98)                                         |
| Christina Ashcroft     | 50m geweer 3 houdingen (v) | 14e       | kwalificatie: 14de met 577 punten (196-189-192)                                          |
| Sharon Bowes           | 50m geweer 3 houdingen (v) | 7e        | kwalificatie: 7de met 580 punten (198-189-193) finale: 7de met 673,6 punten              |
| Sharon Cozzarin        | 10m luchtpistool (v)       | 14e       | kwalificatie: 31ste met 374 punten (94-92-95-93)                                         |
|                        |                            |           |                                                                                          |
| George Leary           | trap                       | 16e       | kwalificatie: 19de met 143 punten (23-25-24-23-23-25) halve finale: 16de met 191 punten  |
| Susan Nattrass         | trap                       | 21e       | kwalificatie: 23ste met 142 punten (24-23-22-23-2525) halve finale: 21ste met 188 punten |
| John Primrose          | trap                       | 33e       | kwalificatie: 33ste met 139 punten (22-22-24-23-25-23)                                   |

### Schoonspringen
| Olympiër         | Onderdeel     | Resultaat | Prestatie                                                        |
| ---------------- | ------------- | --------- | ---------------------------------------------------------------- |
| David Bédard     | 3m plank (m)  | 13e       | voorronde: 13de met 372,54 punten                                |
| Mark Rourke      | 3m plank (m)  | 11e       | voorronde: 9de met 379,32 punten finale: 11de met 540,66 punten  |
| Bruno Fournier   | 10m toren (m) | 14e       | voorronde: 14de met 370,68 punten                                |
| William Hayes    | 10m toren (m) | 21e       | voorronde: 21ste met 324,39 punten                               |
|                  |               |           |                                                                  |
| Evelyne Boisvert | 3m plank (v)  | 21e       | voorronde: 21ste met 258,09 punten                               |
| Mary DePiero     | 3m plank (v)  | 8e        | voorronde: 12de met 278,76 punten finale: 8ste met 449,49 punten |
| Paige Gordon     | 10m toren (v) | 16e       | voorronde: 16de met 283,11 punten                                |
| Anne Montminy    | 10m toren (v) | 17e       | voorronde: 17de met 282,42 punten                                |

### Synchroonzwemmen
| Olympiër                    | Onderdeel | Resultaat | Prestatie |
| --------------------------- | --------- | --------- | --- |
| Sylvie Fréchette            | solo      | Goud      | kwalificatie: 2de technisch: 2de met 92,557 punten vrij: 1ste met 98,52 punten totaal: 191,077 punten finale: technisch: 2de met 92,557 punten vrij: 1ste met 99,16 punten totaal: 191,717 punten |
| Penny Vilagos Vicky Vilagos | duet      | Zilver    | kwalificatie: 2de technisch: 2de met 90,354 punten vrij: 2de met 98,24 punten totaal: 188,594 punten finale: technisch: 2de met 90,354 punten vrij: 2de met 99,04 punten totaal: 189,394 punten   |

### Tafeltennis
| Olympiër     | Onderdeel     | Resultaat | Prestatie                                                                       |
| ------------ | ------------- | --------- | ------------------------------------------------------------------------------- |
| Joe Ng       | enkelspel (m) | 49e       | groep E: 4de V van GER Roßkopf: 0-2 V van EUN Mazunov: 0-2 V van JAM Hyatt: 0-2 |
|              |               |           |                                                                                 |
| Barbara Chiu | enkelspel (v) | 33e       | groep A: 3de V van CHN Deng: 0-2 V van USA Bhushan: 0-2 W van JOR Al-Hindi: 2-0 |

### Tennis
| Olympiër                         | Onderdeel      | Resultaat | Prestatie |
| -------------------------------- | -------------- | --------- | --- |
| Andrew Sznajder                  | enkelspel (m)  | 17e       | 1ste ronde: W van INA Lin: 6-2, 6-4, 7-5 2de ronde: V van SUI Hlasek: 6-4, 4-6, 3-6, 6-7(1)                          |
| Brian Gyetko Sébastien Leblanc   | dubbelspel (m) | 9e        | 1ste ronde: W van DEN Carlsen/Fetterlein: 6-3, 7-6(4), 7-6(2) 2de ronde: V van RSA Ferreira/Norval: 3-6, 6-7(4), 4-6 |
|                                  |                |           | |
| Patricia Hy-Boulais              | enkelspel (v)  | 17e       | 1ste ronde: W van MAD Randriantefy: 6-2, 6-1 2de ronde: V van USA Fernandez: 2-6, 6-1, 10-12                         |
| Rene Simpson                     | enkelspel (v)  | 33e       | 1ste ronde: V van JPN Date: 5-7, 1-6                                                                                 |
| Patricia Hy-Boulais Rene Simpson | dubbelspel (v) | 9e        | 1ste ronde: W van PAR de los Ríos/Schaerer: 6-1, 7-6(3) 2de ronde: V van FRA Demongeot/Tauziat: 6-3, 3-6, 2-6        |

### Volleybal
| Olympiër | Onderdeel | Resultaat | Prestatie |
| --- | --------- | --------- | --- |
| Marc Albert Kevin Boyles Gino Brousseau Allan Coulter Christopher Frehlick Terry Gagnon Randal Gingera Kent Greves William Knight Russell Paddock Gregory Williscroft Bradley Willock | zaal (m)  | 10e       | groep A: 5de V van Spanje: 2-3 (15-13, 7-15, 15-9, 12-15, 13-15) V van Verenigde Staten: 2-3 (12-15, 12-15, 15-10, 15-11, 14-16) W van Frankrijk: 3-0 (15-7, 15-8, 15-6) V van Italië: 1-3 (11-15, 15-8, 12-15, 7-15) V van Japan: 2-3 (15-11, 17-15, 11-15, 13-15, 10-15) 9-10de plek: V van Zuid-Korea: 1-3 (10-15, 15-12, 10-15, 10-15) |

| Groep A |                  |             |             |             |             |             |             |        |        |        |        |
| #       | Land             | Wedstrijden | Wedstrijden | Wedstrijden | Wedstrijden | Wedstrijden | Wedstrijden | Punten | Punten | Punten | Punten |
| #       | Land             | G           | W           | V           | SW          | SV          | SR          | SPW    | SPL    | Saldo  | Punten |
| 1       | Italië           | 5           | 4           | 1           | 13          | 5           | +8          | 253    | 192    | +61    | 8      |
| 2       | Verenigde Staten | 5           | 4           | 1           | 13          | 8           | +5          | 287    | 257    | +30    | 9      |
| 3       | Spanje           | 5           | 3           | 2           | 11          | 12          | -1          | 283    | 299    | -16    | 8      |
| 4       | Japan            | 5           | 2           | 3           | 10          | 12          | -2          | 277    | 291    | -14    | 7      |
| 5       | Canada           | 5           | 1           | 4           | 10          | 12          | -2          | 286    | 279    | +7     | 6      |
| 6       | Frankrijk        | 5           | 1           | 4           | 6           | 14          | -8          | 200    | 268    | -68    | 6      |

| Ronde       | Datum     | Plaats           | Land | Score      | Land |
| ----------- | --------- | ---------------- | ---- | ---------- | ---- |
| Groepsfase  |           |                  |      |            |      |
| 26 juli     | Barcelona | Spanje           | 3-2  | Canada     |      |
| 28 juli     | Barcelona | Verenigde Staten | 3-2  | Canada     |      |
| 30 juli     | Barcelona | Canada           | 3-0  | Frankrijk  |      |
| 1 augustus  | Barcelona | Italië           | 3-1  | Canada     |      |
| 3 augustus  | Barcelona | Japan            | 3-2  | Canada     |      |
| Kwartfinale |           |                  |      |            |      |
| 5 augustus  | Barcelona | Canada           | 1-'3 | Zuid-Korea |      |

### Wielersport
| Olympiër                                                 | Onderdeel                     | Resultaat | Prestatie |
| Baan                                                     | Baan                          | Baan      | Baan |
| -------------------------------------------------------- | ----------------------------- | --------- | --- |
| Curt Harnett                                             | sprint (m)                    | Brons     | kwalificatie: 3de in 10,368 1ste ronde serie 3: 1ste in 11,248 2de ronde serie 3: 1ste in 10,994 kwartfinale: W van EUN Kovsj: 2-0 halve finale: V van AUS Neiwand: 0-2 bronzen finale: W van ITA Chiappa: 2-0 |
| Kurt Innes                                               | tijdrit (m)                   | 23e       | 1.08,593 |
| John Malois                                              | puntenkoers (m)               | 33e       | kwalificatie groep 2: 18de met 1 punt |
| Michael Belcourt                                         | individuele achtervolging (m) | 5e        | kwalificatie: 15de in 4.43,135 kwartfinale 3: V van ITA Beltrami: 4.36,150 |
|                                                          |                               |           | |
| Tanya Dubnicoff                                          | sprint (v)                    | 6e        | kwalificatie: 5de in 11,773 1ste ronde serie 4: 1ste in 12,416 kwartfinale 4: V van GER Neumann: 0-2 5-8ste plek 2de                                                                                           |
| Weg                                                      |                               |           | |
| Jacques Landry                                           | wegwedstrijd (m)              | 62e       | 4:35.56 |
| Nathael Sagard                                           | wegwedstrijd (m)              | 41e       | 4:35.56 |
| Gianni Vignaduzzi                                        | wegwedstrijd (m)              | 26e       | 4:35.56 |
| Colin Davidson Chris Koberstein Todd McNutt Yvan Waddell | ploegentijdrit (m)            | 13e       | 2:10.33 |
|                                                          |                               |           | |
| Maria Hawkins                                            | wegwedstrijd (v)              | 36e       | 2:05.33 |
| Alison Sydor                                             | wegwedstrijd (v)              | 12e       | 2:05.03 |
| Kelly-Ann Way                                            | wegwedstrijd (v)              | 31e       | 2:05.03 |

### Worstelen
| Olympiër        | Onderdeel   | Resultaat   | Prestatie |
| Vrije stijl     | Vrije stijl | Vrije stijl | Vrije stijl |
| --------------- | ----------- | ----------- | --- |
| Tom Petryshen   | -48kg (m)   | 9e          | groep A: 5de W van NGR Adekunle: 7-4 V van ROU Raşovan: 0-10 V van USA Vanni: 0-5 9-10de plek: W van HUN Óváry                                              |
| Chris Woodcroft | -52kg (m)   | 8e          | groep B: 4de V van ROU Corduneanu: 1-6 W van TUN Boudchiche: 10-0 W van CUB Levya: 3-1 V van KOR Kim: 5-7 7-8ste plek: V van IRI Torkan: 1-2                |
| Robert Dawson   | -57kg (m)   | 8e          | groep B: 4de V van USA Cross: 2-3 W van IRI Mallah: 5-1 W van JPN Okuyama: 4-3 V van CUB Puerto: 0-1 7-8ste plek: V van GER Scheibe                         |
| Marty Calder    | -62kg (m)   | 17e         | groep A: 9de V van CUB Reinoso: 7-10 V van KOR Shin: 2-5 |
| Chris Wilson    | -68kg (m)   | 8e          | groep B: 4de W van SYR Al-Osta: 3-2 W van BUL Getsov: 3-1 V van KOR Ko: 1-2 V van IRI Akbarnejad: 0-1 7-8ste plek: V van USA Saunders: 3-6                  |
| Gary Holmes     | -74kg (m)   | 6e          | groep A: 3de W van HUN Nagy: 4-2 W van COL Salas: 15-0 V van JPN Hara: 2-4 V van IRI Khadem: 0-3 5-6de plek: V van POL Walencik                             |
| David Hohl      | -82kg (m)   | 10e         | groep B: 5de W van FIN Rauhala: 3-2 V van IRI Khadem: 2-5 V van USA Jackson: 2-3 9-10de plek: V van HUN Dvorák: 1-3                                         |
| Gregory Edgelow | -90kg (m)   | 15e         | groep A: 8ste V van CUB Limonta: 1-2 V van EUN Khadartsev: 0-6                                                                                              |
| Gavin Carrow    | -100kg (m)  | 13e         | groep A: 7de V van USA Coleman: 1-3 V van IRI Gholami: 0-2                                                                                                  |
| Jeffrey Thue    | -130kg (m)  | Zilver      | groep A: 1ste W van SEN Wade: 4-0 W van POL Kupis: 6-0 W van KOR Park: 5-0 W van TUR Demir: 1-0 G van IRI Soleimani: 0-0 finale: V van USA Baumgartner: 0-8 |
| Grieks-Romeins  |             |             | |
| Doug Yeats      | -68kg (m)   | 8e          | groep B: 4de V van ROU Cărare: 0-15 W van ESP Villuela: 2-1 V van USA Smith: 2-6 7-8ste plek: V van POL Wolny: 0-1                                          |
| Doug Yeats      | -74kg (m)   | 9e          | groep B: 5de W van HUN Takács: 2-0 W van USA West: 3-2 V van EUN Iskandaryan: 1-9 V van FRA Riemer: 0-13 9-10de plek: W van TUR Balci: 2-0                  |
| Andy Borodow    | -130kg (m)  | 5e          | groep A: 3de W van EUN Karelin: 5-0 W van SEN Touré: 5-0 W van CUB Mesa: 2-0 V van ROU Grigoraş: 0-4 5-6de plek: W van CHN Tian: 12-0                       |

### Zeilen
| Olympiër                                              | Onderdeel         | Resultaat | Prestatie                                             |
| ----------------------------------------------------- | ----------------- | --------- | ----------------------------------------------------- |
| Murray McCaig                                         | lechner A-390 (m) | 45e       | 459 punten: (DNC-DNC-DNC-DNC-DNC-DNC-DNC-DNC-DNC-DNC) |
| Hank Lammens                                          | finn (m)          | 13e       | 102 punten: (4-DSQ-PMS-2-21-19-2)                     |
| Nigel Cochrane Jeffrey Mark Eckard                    | 470 (m)           | 14e       | 120 punten: (12-8-11-8-33-17-28)                      |
|                                                       |                   |           |                                                       |
| Caroll-Ann Alie                                       | lechner A-390 (v) | 14e       | 161,7 punten: (3-16-14-15-21-11-10-13-8-PMS)          |
| Shona Moss                                            | europe (v)        | 15e       | 110 punten: (22-16-8-7-13-13-17)                      |
| Penny Stamper Sarah Mclean                            | 470 (v)           | 11e       | 94,7 punten: (7-13-6-14-8-14-11)                      |
|                                                       |                   |           |                                                       |
| Frank Mclaughlin John Millen                          | flying dutchman   | 9e        | 82,7 punten: (12-13-7-13-4-15-3)                      |
| David Ross Sweeney Kevin Smith                        | tornado           | 5e        | 62,7 punten: (4-9-2-9-3-10-DNC)                       |
| Ross Macdonald Eric Jespersen                         | star              | Brons     | 62,7 punten: (3-12-PMS-2-19-4-2)                      |
| Robert Paul Thomson Robert Stuart Flinn Philip K. Gow | soling            | 7e        | 56,1 punten: (6-6-7-4-6-12)                           |

### Zwemmen
| Olympiër                                                                 | Onderdeel             | Resultaat | Prestatie                                         |
| ------------------------------------------------------------------------ | --------------------- | --------- | ------------------------------------------------- |
| Stephen Clarke                                                           | 50m vrije slag (m)    | 40e       | serie 5: 2de in 23,95                             |
| Stephen Clarke                                                           | 100m vrije slag (m)   | 18e       | serie 8: 5de in 50,73                             |
| Darren Ward                                                              | 100m vrije slag (m)   | 41e       | serie 6: 8ste in 52,05                            |
| Turlough O'Hare                                                          | 200m vrije slag (m)   | 15e       | serie 8: 7de in 1.50,42 finale B: 7de in 1.51,01  |
| Darren Ward                                                              | 200m vrije slag (m)   | 23e       | serie 8: 7de in 1.51,62                           |
| Turlough O'Hare                                                          | 400m vrije slag (m)   | 21e       | serie 5: 7de in 3.56,70                           |
| Edward Parenti                                                           | 400m vrije slag (m)   | 27e       | serie 3: 4de in 3.58,96                           |
| Christopher Bowie                                                        | 1500m vrije slag (m)  | 15e       | serie 4: 6de in 15.34,28                          |
| David McLellan                                                           | 1500m vrije slag (m)  | 23e       | serie 4: 8ste in 15.58,38                         |
| Raymond Brown                                                            | 100m rugslag (m)      | 18e       | serie 7: 6de in 56,98                             |
| Mark Tewksbury                                                           | 100m rugslag (m)      | Goud      | serie 6: 1ste in 54,75 finale: 1ste in 53,98 (OR) |
| Raymond Brown                                                            | 200m rugslag (m)      | 15e       | serie 5: 6de in 2.01,81 finale B: 7de in 2.03,01  |
| Kevin Draxinger                                                          | 200m rugslag (m)      | 12e       | serie 4: 3de in 2.01,73 finale B: 4de in 2.01,79  |
| Jonathan Cleveland                                                       | 100m schoolslag (m)   | 13e       | serie 8: 5de in 1.02,73 finale B: 5de in 1.02,73  |
| Curtis Myden                                                             | 100m schoolslag (m)   | 25e       | serie 6: 8ste in 1.03,80                          |
| Jonathan Cleveland                                                       | 200m schoolslag (m)   | 14e       | serie 7: 5de in 2.15,68 finale B: 6de in 2.14,20  |
| Michael Mason                                                            | 200m schoolslag (m)   | 23e       | serie 5: 8ste in 2.18,64                          |
| Marcel Gery                                                              | 100m vlinderslag (m)  | 6e        | serie 8: 2de in 53,94 finale: 6de in 54,18        |
| Tom Ponting                                                              | 100m vlinderslag (m)  | 16e       | serie 5: 5de in 54,77 finale B: 8ste in 55,00     |
| Edward Parenti                                                           | 200m vlinderslag (m)  | 26e       | serie 7: 8ste in 2.02,00                          |
| Tom Ponting                                                              | 200m vlinderslag (m)  | 13e       | serie 6: 6de in 2.01,20 finale B: 5de in 2.01,60  |
| Gary Anderson                                                            | 200m wisselslag (m)   | 8e        | serie 6: 2de in 2.02,63 finale: 8ste in 2.02,79   |
| Darren Ward                                                              | 200m wisselslag (m)   | 14e       | serie 8: 5de in 2.03,71 finale B: 6de in 2.05,09  |
| Robert Baird                                                             | 400m wisselslag (m)   | 10e       | serie 3: 4de in 4.24,31 finale B: 2de in 4.21,91  |
| Curtis Myden                                                             | 400m wisselslag (m)   | 16e       | serie 5: 5de in 4.22,71 finale B: 8ste in 4.25,06 |
| Edward Parenti Darren Ward Christopher Bowie Turlough O'Hare             | 4x200m vrije slag (m) | 9e        | serie 3: 4de in 7.25,61                           |
| Mark Tewksbury Stephen Clarke Jonathan Cleveland Marcel Gery Tom Ponting | 4x100m wisselslag (m) | Brons     | serie 1: 1ste in 3.42,47 finale: 3de in 3.39,66   |
|                                                                          |                       |           |                                                   |
| Andrea Nugent                                                            | 50m vrije slag (v)    | 11e       | serie 7: 4de in 26,29 finale B: 3de in 26,24      |
| Kristin Topham                                                           | 50m vrije slag (v)    | 10e       | serie 5: 6de in 26,32 finale B: 2de in 26,17      |
| Allison Higson                                                           | 100m vrije slag (v)   | 25e       | serie 4: 7de in 58,47                             |
| Andrea Nugent                                                            | 100m vrije slag (v)   | 16e       | serie 5: 7de in 56,82 finale B: 8ste in 56,91     |
| Nikki Dryden                                                             | 200m vrije slag (v)   | 19e       | serie 3: 6de in 2.03,59                           |
| Allison Higson                                                           | 200m vrije slag (v)   | 22e       | serie 2: 1ste in 2.04,25                          |
| Nikki Dryden                                                             | 100m rugslag (v)      | 14e       | serie 4: 4de in 1.03,71 finale B: 6de in 1.03,50  |
| Julie Howard                                                             | 100m rugslag (v)      | 28e       | serie 4: 8ste in 1.05,26                          |
| Nikki Dryden                                                             | 200m rugslag (v)      | 23e       | serie 5: 7de in 2.17,54                           |
| Beth Hazel                                                               | 200m rugslag (v)      | 25e       | serie 5: 8ste in 2.17,70                          |
| Guylaine Cloutier                                                        | 100m schoolslag (v)   | 14e       | serie 4: 1ste in 1.09,89 finale: 4de in 1.09,71   |
| Lisa Flood                                                               | 100m schoolslag (v)   | 14e       | serie 5: 3de in 1.10,95 finale B: 6de in 1.11,17  |
| Guylaine Cloutier                                                        | 200m schoolslag (v)   | 5e        | serie 5: 3de in 2.29,01 finale: 5de in 2.29,88    |
| Nathalie Giguère                                                         | 200m schoolslag (v)   | 6e        | serie 5: 4de in 2.29,71 finale: 6de in 2.30,11    |
| Julie Howard                                                             | 100m vlinderslag (v)  | 27e       | serie 6: 7de in 1.02,89                           |
| Kristin Topham                                                           | 100m vlinderslag (v)  | 14e       | serie 7: 4de in 1.01,20 finale B: 6de in 1.01,91  |
| Jacinthe Pineau                                                          | 200m vlinderslag (v)  | 23e       | serie 3: 7de in 2.19,44                           |
| Marianne Limpert                                                         | 200m wisselslag (v)   | 6e        | serie 5: 2de in 2.16,84 finale: 6de in 2.17,09    |
| Nancy Sweetnam                                                           | 200m wisselslag (v)   | 7e        | serie 6: 4de in 2.17,26 finale: 7de in 2.17,13    |
| Joanne Malar                                                             | 400m wisselslag (v)   | 11e       | serie 3: 5de in 4.52,85 finale B: 3de in 4.48,52  |
| Nancy Sweetnam                                                           | 400m wisselslag (v)   | 13e       | serie 4: 6de in 4.52,41 finale B: 5de in 4.50,17  |
| Marianne Limpert Allison Higson Nikki Dryden Andrea Nugent               | 4x100m vrije slag (v) | 8e        | serie 2: 5de in 3.49,28 finale: 8ste in 3.49,37   |
| Nikki Dryden Guylaine Cloutier Kristin Topham Andrea Nugent              | 4x100m wisselslag (v) | 6e        | serie 2: 1ste in 4.11,67 finale: 6de in 4.09,26   |

Albanië · Algerije · Amerikaanse Maagdeneilanden · Amerikaans-Samoa · Andorra · Angola · Antigua en Barbuda · Argentinië · Aruba · Australië · Bahama's · Bahrein · Bangladesh · Barbados · België · Belize · Benin · Bermuda · Bhutan · Bolivia · Bosnië en Herzegovina · Botswana · Brazilië · Britse Maagdeneilanden · Bulgarije · Burkina Faso · Canada · Centraal-Afrikaanse Republiek · Chili · China · Chinees Taipei · Colombia · Congo-Brazzaville · Cookeilanden · Costa Rica · Cuba · Cyprus · Denemarken · Djibouti · Dominicaanse Republiek · Duitsland · Ecuador · Egypte · El Salvador · Equatoriaal-Guinea · Estland · Ethiopië · Fiji · Filipijnen · Finland · Frankrijk · Gabon · Gambia · Gezamenlijk team · Ghana · Grenada · Griekenland · Groot-Brittannië · Guam · Guatemala · Guinee · Guyana · Haïti · Honduras · Hongarije · Hongkong · Ierland · IJsland · India · Indonesië · Irak · Iran · Israël · Italië · Ivoorkust · Jamaica · Japan · Jemen · Jordanië · Kaaimaneilanden · Kameroen · Kenia · Koeweit · Kroatië · Laos · Lesotho · Letland · Libanon · Libië · Liechtenstein · Litouwen · Luxemburg · Madagaskar · Malawi · Malediven · Maleisië · Mali · Malta · Marokko · Mauritanië · Mauritius · Mexico · Monaco · Mongolië · Mozambique · Myanmar · Namibië · Nederland · Nederlandse Antillen · Nepal · Nicaragua · Nieuw-Zeeland · Niger · Nigeria · Noord-Korea · Noorwegen · Oeganda · Oman · Oostenrijk · Pakistan · Panama · Papoea-Nieuw-Guinea · Paraguay · Peru · Polen · Portugal · Puerto Rico · Qatar · Roemenië · Rwanda · Saint Vincent‑Grenadines · Salomonseilanden · Samoa · San Marino · Saoedi-Arabië · Senegal · Seychellen · Sierra Leone · Singapore · Slovenië · Soedan · Spanje · Sri Lanka · Suriname · Swaziland · Syrië · Tanzania · Thailand · Togo · Tonga · Trinidad en Tobago · Tsjaad · Tsjecho-Slowakije · Tunesië · Turkije · Uruguay · Vanuatu · Venezuela · Verenigde Arabische Emiraten · Verenigde Staten · Vietnam · Zaïre · Zambia · Zimbabwe · Zuid-Afrika · Zuid-Korea · Zweden · Zwitserland · Onafhankelijke olympische deelnemers